# Minettenheim
Minettenheim ist ein Gemeindeteil der Stadt Hilpoltstein im Landkreis Roth (Mittelfranken, Bayern). Minettenheim liegt in der Gemarkung Mörlach.

## Lage
Das Dorf liegt nordöstlich von Hilpoltstein und nordwestlich von Mörlach am südöstlichen Rand des Mittelfränkischen Beckens am Leitengraben, der zum Flusssystem der Rednitz gehört.

## Geschichte
Im heutigen Minettenheim, nordwestlich von Mörlach liegend, stand im Mittelalter eine Burg des im 12. und 13. Jahrhundert bezeugten Reichsministerialengeschlechts derer von Immenerla/Immenerlech. Dieser Besitz entwickelte sich zu einem Landsassengut, dessen Inhaber mehrmals wechselten. Um 1585/90 wurde der Herrensitz unter dem damaligen Besitzer Marx Kötzler, pfalz-neuburgischer Pfleger zu Hilpoltstein, nach Mörlach verlegt, wo sich Kötzler und seine Erben ein dreigädiges Schloss mit vier Ecktürmen erbauten. Auch dieses sah mehrere Besitzerwechsel und wurde 1775 durch einen Neubau ersetzt. Der alte Herrensitz wurde im Dreißigjährigen Krieg verwüstet und galt dann als „Burgstall“, auf dem 1713 ein Bauernhof errichtet wurde. Er war mit drei Tagwerk Felder und Wiesen ausgestattet. Der Bauer hatte außerdem den dortigen Schlagbaum der Hofmark Mörlach zu beaufsichtigen.
1785 erwarb Carl Wilhelm Joseph Adam Freiherr von Eckart (* 21. Juli 1758 in Bingen; † 5. November 1828) das etwa drei Hektar große Areal „Burgstall“ von dem Nürnberger Patrizier Christoph Adam Carl von Imhoff zu Schloss Mörlach. Hier – auf dem in Briefen an den Kurfürsten Carl Theodor auch „Burgstelle“ und „Burgstuhl“ genannten Gelände – gründete von Eckart mit kurfürstlicher Genehmigung von 1791 im Jahr darauf eine Handwerkerkolonie, die er zu Ehren seiner Gemahlin Wilhelmine, geborene von Seufferheld, „Minettenheim“ nannte. Die 26 Häuser waren mit kleinen Gärten versehen und wurden in Erbpacht an Handwerker wie „Schuster, Schmidte, Leinweeber, Hafner und Fabrikanten, als Färber, Gärber, Strumpfwirker, Wollenweeber, Drahtzieher“ vergeben. An Stelle des ehemaligen Bauernhauses, der alten Burgstelle, wurde ein Wirtshaus errichtet (heute Haus-Nr. 26).
Freiherr von Eckart verkaufte das Gut Mörlach mit Minettenheim 1798 an Joseph Freiherrn von Hohenhausen († 1812). 1807 arbeiteten in den nach wie vor 26 Häuschen des „Coloniedörfchens“ 34 Handwerker. 1813 ist im Gantverfahren des Hohenhausischen Besitzes von 25 Grundholden in Minettenheim die Rede. 1820 erwarb bei einer Versteigerung der Hilpoltstein Brauereibesitzer Franz Anton Kammerer, das Gut Mörlach mit Minettenheim. Von diesem kaufte es 1833 Heinrich Ludwig Popp. 1837 ging es an Carl Ferdinand Schnell, 1842 an Heinrich von Ellernrieder über, der bis 1848 die Patrimonialgerichtsbarkeit Mörlach ausübte. 1854 kaufte Georg Friedrich Wilhelm Hilpert, Sohn des Nürnberger Bürgermeisters Johann Wolfgang Hilpert, das Gut von der Witwe von Ellenrieders.
Im neuen Königreich Bayern (1806) wurde Minettenheim dem Steuerdistrikt Ebenricht – dem heutigen Ebenried – zugeteilt. Um 1840 hatte Minettenheim mit circa 150 Bewohnern den Höchststand seiner Einwohnerzahl erreicht. Danach nahm die Einwohnerzahl stetig ab, bis sie 2014 bei 30 lag. In Minettenheim blieb es nicht bei den Handwerkern, es wurde auch Landwirtschaft betrieben. So ergab eine amtliche Zählung 1873 ein Pferd und 16 Rinder.
Am 1. Januar 1972 wurde die bis dahin selbständige Gemeinde Mörlach, zu der der Gemeindeteil Minettenheim gehörte, im Zuge der Gemeindegebietsreform in die Stadt Hilpoltstein eingegliedert.
2008 wurde der neue Dorfplatz an der Dorfkapelle von 1853 fertiggestellt.

### Einwohnerentwicklung
- 1807: 100 (18 Häuser, 27 Familien)[21]
- 1818: 99 (26 „Feuerstellen“ = Anwesen; 27 Familien)[15]
- 1836: 126 (26 Häuser)[22]
- 1840: 152[23]
- 1861: 100 (davon 9 Protestanten; 30 Gebäude)[24]
- 1875: 113 (65 Gebäude)[18]
- 1900: 80 (27 Wohngebäude)[25]
- 1937: 72 (davon 1 Protestant)[26]
- 1950: 77[27]
- 1961: 72 (16 Wohngebäude)[28]
- 1970: 64[29]
- 1987: 42 (15 Wohngebäude, 15 Wohnungen)[30]
- 2008: circa 40 (17 Anwesen)[31]
- 2014: 30[32]

### Katholische Dorfkapelle

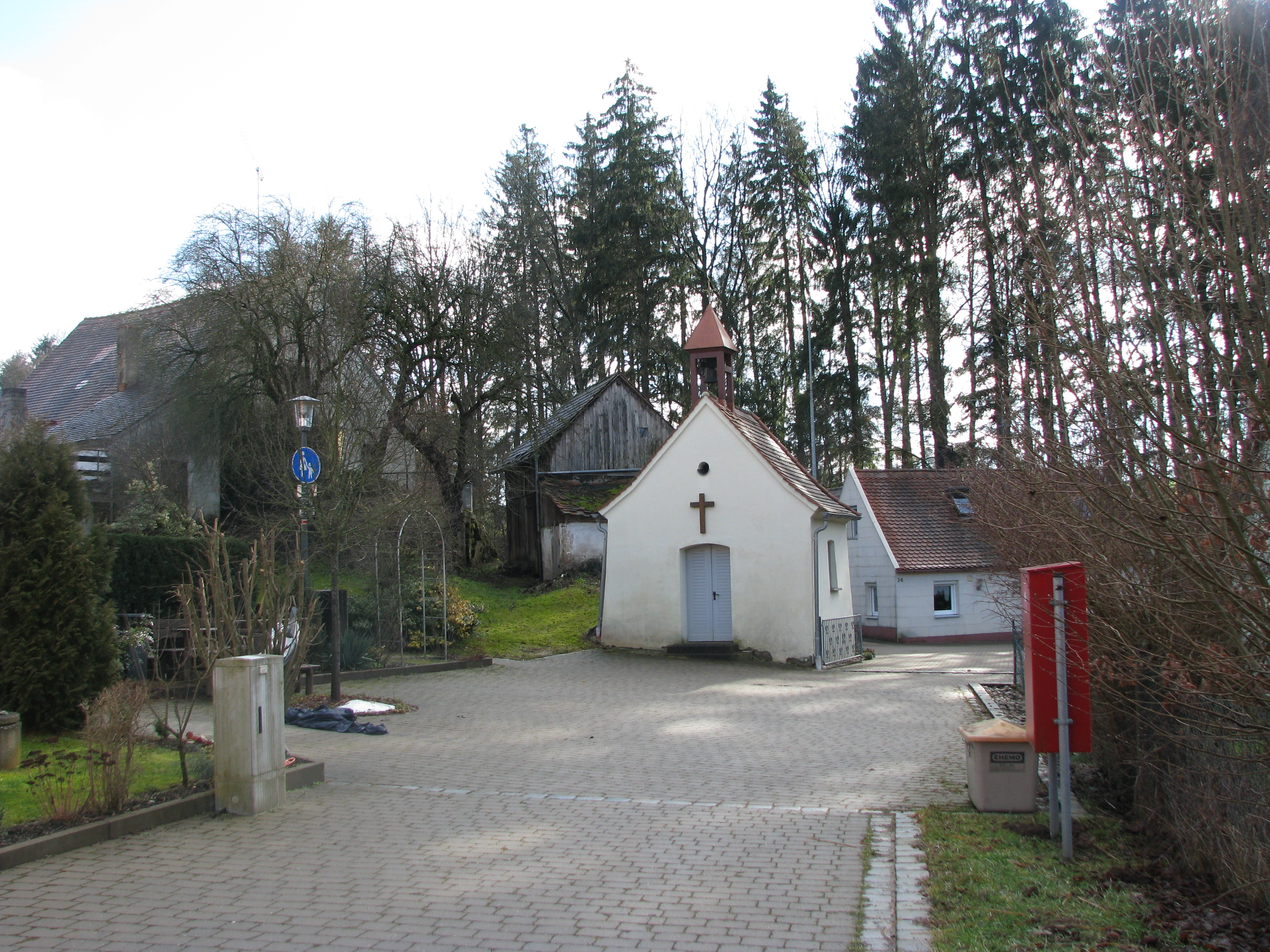
Ortskapelle, davor der erneuerte Dorfplatz
Das Wohngebäude links im Hintergrund steht auf dem Hügel der ehemaligen Burg der Herren von Immenerla

Sie wurde 1853 an Stelle einer eingefallenen Kapelle als kleine, dreiseitig geschlossene Anlage mit Flachdecke und mit Dachreiter neu erbaut. Im Innern befinden sich an der Westwand ein frühgotisches Kreuz, auf dem Altärchen eine Figur des hl. Stephanus (Ende 15. Jahrhundert), ein barocker St. Georg und eine Pietà. Der Ort ist in die katholische Pfarrei Hilpoltstein gepfarrt. Die Kapelle gilt als Baudenkmal.

## Verkehr
Minettenheim ist erreichbar über eine von der Staatsstraße 2220 in Mörlach abzweigende Gemeindeverbindungsstraße, über eine Gemeindeverbindungsstraße von Uttenhofen her und über eine Gemeindeverbindungsstraße von Eismannsdorf her. Wenige hundert Meter westlich von Minettenheim verläuft die Bundesautobahn 9.

## Persönlichkeiten
- Martin Brey, katholischer Theologe, Pfarrer der Erzdiözese München und Freising, * 25. Februar 1782 in Minettenheim, freiresignierter Pfarrer von Achdorf[36]